# Burni Simpang Dua Gemboyah
Burni Simpang Dua Gemboyah är ett berg i Indonesien.   Det ligger i provinsen Aceh, i den västra delen av landet, 1 600 km nordväst om huvudstaden Jakarta. Toppen på Burni Simpang Dua Gemboyah är 2 734 meter över havet, eller 288 meter över den omgivande terrängen. Bredden vid basen är 0,79 km.
Terrängen runt Burni Simpang Dua Gemboyah är bergig åt sydost, men åt nordväst är den kuperad.  Trakten runt Burni Simpang Dua Gemboyah är nära nog obefolkad, med mindre än två invånare per kvadratkilometer. I omgivningarna runt Burni Simpang Dua Gemboyah växer i huvudsak städsegrön lövskog.